# Goura nana
La goura nana (Microgoura meeki) és un ocell extint de la família dels colúmbids (Columbidae) i única espècie del gènere Microgoura
Rothschild, 1904. Habitava les zones boscoses de l'illa Choiseul, al nord-oest de les illes Salomó.